# ناحية خور الزبير
ناحية خور الزبير هي ناحية في قضاء الزبير بمحافظة البصرة جنوب العراق، استحدثت يوم 21 كانون الثاني سنة 2024، رمزها الإداري 35034، ومركزها مقاطعة النجمي الجنوبي رقم 55، فيها عدد من المقاطعات والقرى وتشتمل على مواقع صناعية كبيرة كمجمعات حديد وصلب وبتروكيمياويات وأسمدة وغاز، وفيها مدينة خور الزبير. وفي 27 أيار سنة 2024 ذكر وجهاء ناحية الخور وشيوخها في بيان أن سكانهم 90 ألفاً، وأن ناحيتهم تفتقر إلى المستشفى، والدفاع المدني، وقسم شرطة المرور، والحدائق، والأماكن الترفيهية للعوائل، وقلة كوادر وآليات البلدية، وقلة المدارس. المسافة 50 كيلومتراً بين ناحية الخور ومركز محافظة البصرة.